# بوريتو (إميليا رومانيا)
بوريتو (بالإيطالية: Boretto)‏ هي بلدية في مقاطعة ريدجو إميليا في إقليم إميليا رومانيا الإيطالي.

## السكان
في سنة 1861 بلغ عدد السكان 3٬880 نسمة، وتطور العدد ليصل في سنة 2011 لـ 5٬263 نسمة.
يظهر هذا المخطط البياني تطور النمو السكاني لـ بوريتو (إميليا رومانيا)